# パーミット (ポーパス級潜水艦)
|          | |
| 艦歴     | |
| 発注     | |
| 起工     | 1935年6月6日 |
| 進水     | 1936年10月5日 |
| 就役     | 1937年3月17日 |
| 退役     | 1945年11月15日 |
| その後   | 1958年6月28日にスクラップとして売却 |
| 除籍     | 1956年7月26日 |
| 性能諸元 | |
| 排水量   | 水上：1,330トン 水中：1,997トン |
| 全長     | 300 ft 6 in (92 m)、 298 ft (90.8 m) 水線長 |
| 全幅     | 25 ft (7.6 m) |
| 吃水     | 13 ft 8 in (4.2 m) |
| 試験深度 | 250ft (75m) |
| 機関     | ウィントン16気筒 201型ディーゼルエンジン ゼネラル・エレクトリック発電機 |
| 最大速   | 水上：19.25 ノット (35.6 km/h) 水中：8.75 ノット (16 km/h) |
| 乗員     | 士官5名、兵員45名 |
| 兵装     | （竣工時）3インチ砲1基、7.62ミリ50口径機銃2基、7.62ミリ30口径機銃2基 （1943年8月）4インチ砲1基、7.62ミリ50口径機銃2基、7.62ミリ30口径機銃2基 （1944年5月）4インチ砲1基、40ミリ機関砲、20ミリ機銃 21インチ魚雷発射管6門 21インチ外装魚雷発射管2門（1942年以降） |

パーミット (USS Permit, SS-178) は、アメリカ海軍の潜水艦。ポーパス級潜水艦の一隻。艦名はノースカロライナ州からブラジルにかけての海域に生息するアジ科コバンアジ属 (英：Pompano、学：Trachinotus属)の一種、パーミット ( 英：Permit 学：Trachinotus falcatus )に因んで命名された。なお、退役から7年後にパーミット級原子力潜水艦2番艦として2代目パーミット (SSN-594)が就役している。

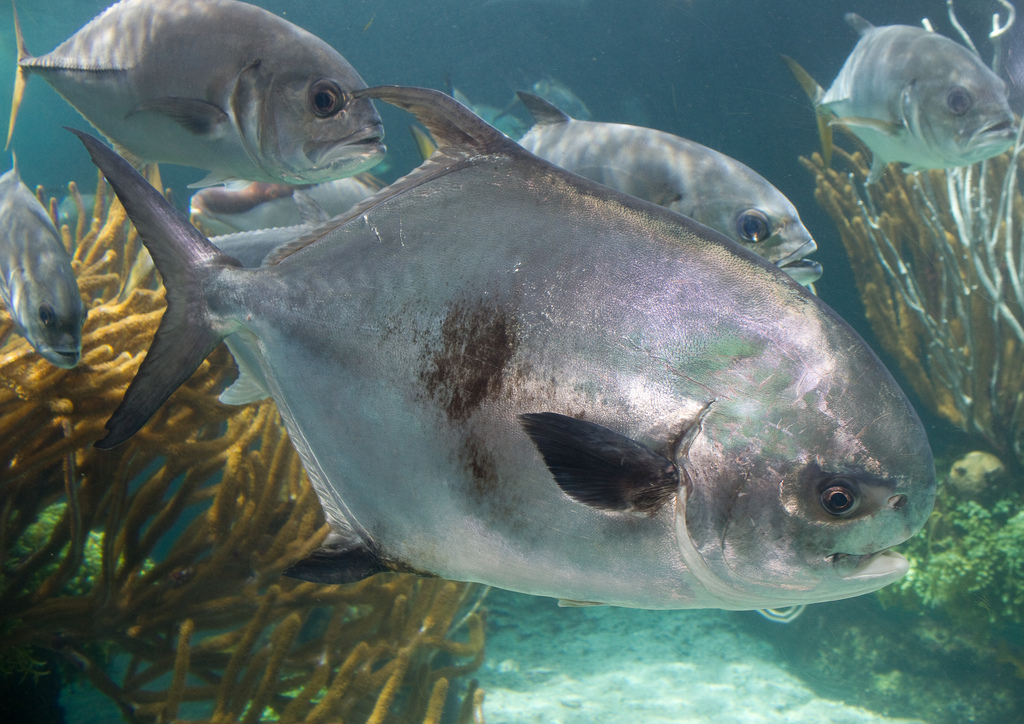
パーミット（Permit）

## 艦歴
パーミットは1935年6月6日にコネチカット州グロトンのエレクトリック・ボート社で起工した。1936年10月5日にハロルド・G・ボウエン夫人によって命名、進水し、1937年3月17日に艦長チャールズ・O・ハンフリース少佐の指揮下就役する。
調整後にパーミットはニューハンプシャー州ポーツマス沖で活動し、1937年11月29日に太平洋へ向けて出航した。12月10日にパナマ運河を通過し、12月18日にカリフォルニア州サンディエゴに到着、第6潜水戦隊 (SubRon 6) に合流した。続く22ヶ月間、東太平洋を巡航しその範囲は南カリフォルニアからアリューシャン列島、ハワイ諸島まで及んだ。1939年10月、パーミットはアジア艦隊に加わるためフィリピンに向けて出航した。パーミットの最初のフィリピン巡航は1940年から41年にかけて行われた。2年間の平時における活動は乗員に対して後の戦時における価値ある訓練となった。艦はエイドリアン・H・ハースト少佐（アナポリス1924年組）によって指揮された。

### 第1、第2、第3の哨戒 1941年12月 - 1942年2月
12月11日、パーミットは最初の哨戒でルソン島西岸沖に向かった。未明に出港し、コレヒドール島沖を通過して外洋に出たパーミットは北方に針路を向け、オロンガポ近海で哨戒を行った。12月20日、パーミットは9日間の行動を終えてマリベレスに帰投した。
12月22日、パーミットは2回目の哨戒でリンガエン湾に向かった。翌12月23日、パーミットはルソン島ボリナオ岬近海を哨戒中、天霧型駆逐艦と思しき艦艇を発見し、魚雷を2本発射したが回避され、逆に爆雷攻撃を受けた。12月24日から25日にかけてリンガエン湾沖およびサンフェルナンド沖で哨戒を行った後、針路を南に向けた。12月27日、パーミットは6日間の行動を終えてマリベレスに帰投した。
この頃、日本軍はマニラに迫りつつあり、パーミットは12月28日にマリベレスで、アジア艦隊司令長官トーマス・C・ハート大将や幕僚を乗せて先に脱出したシャーク (USS Shark, SS-174) に乗艦出来なかったロバート・リー・デニソン少佐（後に大将）、レイモンド・S・ランブ少佐（後に少将）および8名の水兵を乗艦させ、ジャワ島スラバヤのオランダ海軍潜水艦基地へと運ぶため、早急にマニラを脱出することとなった。
12月30日、パーミットは3回目の哨戒でミンダナオ島およびセレベス島方面に向かった。パナイ島沖、ネグロス島沖、スリガオ海峡を通過してフィリピンを離れ、1942年に入ってすぐにミンダナオ島沖で哨戒を開始し、1月中旬からは哨区をセレベス島沖に移した。1月23日、パーミットは日本の駆逐艦を発見したが、爆雷攻撃を受け退散した。1月27日から28日にかけても輸送船団などに接触したものの、悪天候に阻まれて見失ってしまった。2月6日、パーミットは38日間の行動を終えてスラバヤに帰投。艦長がリフォード・G・チャップル少佐（アナポリス1930年組）に代わった。日本軍はジャワへの接近を始めつつあった。

### 第4、第5、第6の哨戒 1942年2月 - 8月
2月22日、パーミットは4回目の哨戒でコレヒドール島に向かった。この哨戒は特別任務であり、先に2月19日にソードフィッシュ (USS Swordfish, SS-193) がコレヒドール島に達していた。同島はまだ日本軍の猛攻に対して持ちこたえていた。今度はパーミットが封鎖された「ロック」へ行く番であった。3月13日、パーミットはタガウアヤン島近海で魚雷艇 PT-32 と会合。PT-32 は、燃料不足とエンジンの損傷により艇を放棄せざるを得ない状況だった。パーミットは PT-32 の乗組員を収容の上、3インチ砲で PT-32 を砲撃処分した。3月15日から16日にかけての夜、パーミットはコレヒドール島沖に到達し、レンジャー部隊 USMT RANGER と会合し、諜報部の暗号解読班要員36名を含む40名の士官と兵、PT-32 の乗組員、3インチ砲弾150発および機銃弾約50,000発などの弾薬を上陸させた。3月17日、パーミットはルソン島南部のタヤバス湾で駆逐艦暁、響、雷と遭遇し、ただちに潜航したものの、2日がかりの爆雷攻撃で司令塔が小破した。4月6日、パーミットは44日間の行動を終えてオーストラリアのフリーマントルに帰投した。
5月5日、パーミットは5回目の哨戒でマカッサル海峡方面に向かった。セレベス島マカッサルとボルネオ島バリクパパンを結ぶ敵航路上で哨戒を行い、5月25日と5月29日にバリクパパン沖で貨物船に対して雷撃を行ったが、戦果はなかった。6月11日、パーミットは38日間の行動を終えてフリーマントルに帰投した。
7月12日、パーミットは6回目の哨戒で真珠湾に向かった。道中の針路をアンボン沖、ダバオ湾およびマリアナ諸島に設定する。7月26日までアンボン沖で哨戒を行った後、7月27日から8月9日まではダバオ湾方面で哨戒。その後はマリアナ諸島方面で、サイパン島、パラオ、トラック諸島および小笠原諸島を結ぶ航路を哨戒した。8月30日、パーミットは50日間の行動を終えて真珠湾に帰投。その後オーバーホールのためメア・アイランド海軍造船所に回航され、攻撃力アップを企図して外装魚雷発射管が装備され、艦橋も改修された。

### 第7、第8、第9、第10の哨戒 1943年2月 - 9月
1943年2月5日、パーミットは7回目の哨戒で日本近海に向かった。ミッドウェー島に立ち寄った後、本州東方海面に到達。2月25日、パーミットは白糠海岸に座礁放棄されていた輸送船玄山丸（宮地汽船、5,691トン）に対して魚雷を発射するも、折からの吹雪に悩まされたり、外装発射管の魚雷が発射できなかったりするなどの不運が重なって、魚雷を命中させる事ができなかった。3月2日と4日にも輸送船団を発見して攻撃する。3月7日には襟裳岬東方海上に出没して、発動機船正進丸を浮上攻撃。3月8日、パーミットは尻屋埼灯台沖で第2308船団を発見し、2本の魚雷が貨物船久島丸（飯野海運、2,742トン）に命中、これを撃沈した。3月16日、パーミットは38日間の行動を終えてミッドウェー島に帰投した。
4月6日、パーミットは8回目の哨戒でトラック諸島方面に向かった。マリアナ諸島とカロリン諸島間の航路を哨戒し、5月4日、パーミットはグアムアプラ港を偵察し、引き続き港外に留まっていた所、翌5月5日朝になって2隻の船が出港してくるのを確認。魚雷を4本発射し、特設運送船東京丸（摂津商船、6,484トン）に曳航されている特設運送船東海丸（大阪商船、8,365トン）に1本が命中した。5月25日、パーミットは49日間の行動を終えて真珠湾に帰投。整備後ミッドウェー島に回航された。
7月20日、パーミットは9回目の哨戒でプランジャー (USS Plunger, SS-179) およびレイポン (USS Lapon, SS-260) とともに日本海に向かった。日本海への侵入は戦時においては初めてであり、満州および朝鮮半島から物資を運ぶ船団や単独航行船舶への攻撃を企図した。3隻は、日本海には獲物が群集しているものと期待して宗谷海峡から日本海に入った。7月6日夜、パーミットは北海道神威岬沖で2本の魚雷を発射し、貨物船第三十三播州丸（西大洋漁業、787トン）を撃沈した。7月7日に日付が変わってまもなく、小樽沖でパーミットは朝鮮半島に向かう2隻の船団を発見し、2本の魚雷を発射して貨物船昭和丸（甲南汽船、2,212トン）を撃沈。昭和丸は被雷後5分で沈没した。7月7日から8日にかけての夜間にも北緯42度47分 東経139度53分 / 北緯42.783度 東経139.883度の地点で目標を発見し、貨客船泰北丸（藤山海運、1,371トン）に対して魚雷を複数回発射して命中を報告したものの、泰北丸に損害はなかった。アメリカ側の記録では、7月9日に中立国ソ連の海洋調査船第20号（Seiner No.20）を誤って攻撃して破壊し、漁船の船員を救助したとする。しかし、7月9日に漁船を攻撃した事実は記されていない。この哨戒は、非常に成功したと一応は判断された。パーミットは宗谷海峡を再び通過し、7月18日にアラスカ州ダッチハーバーに寄港。7月27日、パーミットは37日間の行動を終えて真珠湾に帰投。艦長がカーター・L・ベネット少佐（アナポリス1933年組）に代わった。
8月23日、パーミットは10回目の哨戒でマーシャル諸島方面に向かった。この哨戒ではマーシャル諸島のいくつかの環礁に対しての写真偵察を行う任務が与えられていた。9月3日にクェゼリン環礁ギー水道沖で爆撃を受けたが回避。9月9日夜、パーミットはクェゼリン環礁東岸部で哨戒中、貨物船に対して魚雷を発射し、魚雷の命中を確認したが護衛艦の爆雷攻撃を受け、何とか回避した。9月12日未明、パーミットは北緯08度23分 東経165度12分 / 北緯8.383度 東経165.200度の地点で第6113船団を発見して攻撃し、特設航空機運搬艦富士川丸（東洋海運、6,938トン）と給油艦知床に損傷を与えた。翌9月13日、パーミットは知床救援に急行した軽巡洋艦那珂に対して、魚雷を二度にわたり3本発射したが回避された。9月24日、パーミットは32日間の行動を終えて真珠湾に帰投。帰投後、エンジンと燃料タンクの大規模な整備が行われた。

### 第11、第12、第13、第14の哨戒 1944年1月 - 11月
1944年1月2日、パーミットは11回目の哨戒でカロリン諸島方面に向かった。2月13日、パーミットはウォレアイ環礁近海で、バリクパパンからトラックに向かっていたタンカー富士山丸（飯野海運、9,527トン）、タンカー神国丸（神戸桟橋、10,020トン）、特設運送船天城山丸（三井船舶、7,620トン）と護衛の駆逐艦春雨、時雨からなる船団に発見された。パーミットは急速潜航で87メートルの深度に潜航したが、直後の爆雷攻撃で浸水し、一時は艦のバランスを失いかけたものの、艦尾方向に重心を傾けてようやくバランスを保つことができた。電池も消耗したが、浮上ののち充電して修理を行ったうえで哨戒を続けた。2月17日のトラック島空襲ではトラック南西方に配備された。3月18日、パーミットは74日間の行動を終えて真珠湾に帰投。艦長がドナルド・A・シェーア少佐（アナポリス1934年組）に代わった。
4月23日、パーミットは12回目の哨戒でカロリン諸島に向かった。この哨戒でもトラック島への空襲部隊に対する救助配備任務に就き、パーミットは配備水域に5月7日から6月1日まで留まり任務に当たった。パーミットはこの哨戒で、5月26日に伊一六八型潜水艦もしくは伊九型潜水艦を撃沈し、5月29日に3,000トン貨物船を撃破したと報告したが、日本側に該当する記録はなかった。6月5日、パーミットは42日間の行動を終えてマジュロに帰投した。
6月30日、パーミットは13回目の哨戒でカロリン諸島方面に向かった。パーミットはこの哨戒で1隻800トンの戦果を報告したが、これも日本側に該当する記録はなかった。8月13日、パーミットは45日間の行動を終えてブリスベンに帰投した。
9月21日、パーミットは14回目の哨戒でカロリン諸島方面に向かった。パーミットは、この海域でこれまで救助配備任務に就いていたターポン (USS Tarpon, SS-175) に代わって同任務に就いた。10月13日、パーミットは武装トロール船に対して魚雷を2本発射し、撃沈を報じた。10月22日にもトロール船に対して魚雷を2本発射したが回避され、爆雷攻撃を受けた。11月11日、パーミットは50日間の行動を終えて真珠湾に帰投。これがパーミットの最後の哨戒となった。

### 戦後
パーミットは真珠湾で修理の後、1945年1月2日から短期間、太平洋潜水艦隊音響学校の練習艦任務に就いた。29日に帰国の途に就き、2月23日にフィラデルフィア海軍工廠に入渠した。5月12日にコネチカット州ニューロンドンの潜水艦基地に向けて出航し、同地で10月30日まで訓練艦としての任務に就く。訓練艦としての任務後は不活性化のため、11月15日にボストン海軍工廠に入渠し、同日に退役した。その後、パーミットは1956年7月26日に除籍された。船体は1958年6月28日にニューヨークのA・G・スクーンメーカー社に162,850ドルという価格でスクラップとして売却された。
パーミットは第二次世界大戦の戦功で10個の従軍星章を受章した。